# Тиранія
Тирані́я (грец. τυραννίς — свавілля) — форма державної влади, встановлена насильницьким шляхом і заснована на одноосібному правлінні. Також тиранія — це форма політичного устрою ряду середньовічних міст-держав Північної і Середньої Італії, тобто Сеньйорія. Тиранія — це одноосібна влада, яка спирається на підтримку армії.

## Походження терміна
Точна етимологія слова «тиран» невідома. Титулом «серен» своїх правителів називали філістимляни — народ, який дав ім'я Палестині, але походив чи то з Криту, чи з Анатолії. Можливо, лідійською або якоюсь іншою анатолійською мовою тиранами іменували володарів у Лідії.
Найдавіншим прикладом використання слова тиран є вірш давньогрецького поета Архілоха, в якому він називає тираном лідійського царя-узурпатора Гігеса. Можливо, саме на згадку про обставини приходу Гігеса до влади греки почали називати тиранами правителів, які здобули владу за допомогою зброї чи політичної спритності (власне, так здобув трон Гігес), а тиранією — владу, яка спиралася не на звичаї та спадкові традиції, а на силу чи особисту популярність правителя.
Цікаво про формування тиранії пише Полібій: «Коли монарх віддає кождому належне — є справедливий, в очах підданих. Вони задоволені і підтримують його пановання. Так поволі з звичайного автократа робиться король, тепер проводить ідея не непогамованої сили, лише розуму.
Не лише королеві, але й його нащадкам дотримують піддані віри в переконанні, що наслідники і вихованці короля мають таке саме успосіблення. Колиж вони незадоволені з нащадків, вони вибирають нового короля і його урядників. При чім вже уважають не на фізичну силу і непогамовану очайдушність, але на силу розуму і мудрість. Спершу ті, що досягли королівської гідноти, тримають її аж до старости. Вони укріплюють добре положені місця, оточують їх мурами, беруть землю в посідання, або для безпеки або щоби нагромадити запаси потрібні для підданих. При чім є вони нетикальні для ніяких наклепів або ворожнечі, бо ні в убранні, ні в їжі і питві, не відріжняються властиво від инших, будучи все в зносинах з народом… Але коли вони вже мали досить для своєї безпеки і більш ніж досить для свого утримання, — вже не мали вони стриму для своїх забаганок, а помагало їм в тім їх богатство. На їх думку було се право пануючих носити инші убрання, ніж народ, инакше як він і то в найріжнородніший спосіб уживати життя і його собі уряджувати, віддаючися насолодам любови, не терплячи спротиву, навіть коли в сім заховувалисяб не так як личить. Одне — в їх поступованні — викликало заздрість й згіршення, друге — ненависть, гнів і обурення. Так родиться з базілії — тиранія.»

## Історія. Політична боротьба
Жоден з грецьких володарів сам себе тираном не називав. Тож швидше за все це слово від самого початку мало певне негативне
забарвлення, хай і не було лайливим. Першим грецьким тираном вважали Орфагора, який встановив одноосібну владу у Сікіоні. Спочатку Орфагор очолив сікіонське ополчення під час конфлікту з сусідньою Пелленою, а потім його обрали полемархом, тобто головнокомандувачем. Маючи в своєму розпорядженні гоплітське військо, набране з селян, Орфагор усунув від влади дорійську аристократію та встановив у місті тиранію.
У 657 році до нашої ери тиранія була встановлена у Коринфі. Владу місцевої знаті з роду Бакхіадів скинув знову ж таки полемарх — Кіпсел. Полемархом спочатку був і майбутній тиран Мегар Феаген. У сицилійських Леонтинах тираном став командувач війська Панетій, який підбурив до повстання проти аристократів-вершників їхніх власних конюхів.
Владу узурпували, втім, не лише полемархи. Мілетський тиран Фрасибул перед тим, як привласнив необмежені повноваження, був пританом, аргоський тиран Архін — епімелетом, тобто посадовцем, відповідальним за озброєння громадян, акрагантський узурпатор Фаларіс — телоном, тобто збирав від імені міста податки, сплативши попередньою певну суму до скарбниці.
Попри аристократичне походження більшості тиранів і незалежно від їхніх особистих прагнень, вже за самою своєю суттю тиранія була запереченням колективної влади знаті. Аристократія залишалася головним суперником новоспечених володарів, і боролися вони з нею з дивовижною вигадливістю. Скажімо, онук Орфагора, сікіонській тиран Клісфен дав родовим об'єднанням дорійської знаті — філам — нові знущальні назви «ослятників», «кабанятників» та «поросятників», записавши усіх інших громадян (що були, як і він, іонійцями) до філи «народоправителів». За наказом тирана заборонили декламувати «аристократичні» гомерівські поеми, а замість вшанування популярних серед знаті героїв Адраста і Геракла влаштовували свята на честь «простонародного» бога Діоніса. Ефеський тиран Піфагор був відомий тим, що в боротьбі з жерцями, тобто представниками тієї ж знаті, вбивав жертовних тварин та морив голодом аристократок, які намагалися знайти порятунок у храмах. Тиран Кум Аристодем нібито примушував дітей знаті працювати в полі, як рабів.
Після здобуття влади тирани намагалися роззброїти і пересічних громадян. Так, зокрема, робили Фаларіс і афінський тиран Пісістрат. Водночас багато тиранів стали жертвами замахів. Якщо в боротьбі за владу гору брала аристократія, вона часто-густо мстилася кривдникам із звірячою жорстокістю. З халкідського тирана Антилеонта, наприклад, живцем зідрали шкіру. Можливо, саме тому коринфський володар Періандр не став чекати перемоги суперників і наказав убити себе сам, до того ж, таким чином, щоб тіло не змогли знайти і сплюндрувати. Небожа та наступника Періандра, Псамметиха, однак позбавили влади та вбили вже через три роки правління, а труп тирана-невдахи після знущань просто викинули за межі міста на поталу собакам.
Тиранію часто визначають як суто грецький феномен. Проте схожі режими існували і в інших державах Середземномор'я. Усі ознаки тиранії, скажімо, мала влада узурпатора Малха у Карфагені (він владарював приблизно в 540 — 538 роках до н. е.).
За своїм статусом давньогрецькі тирани були наближені до статусу сучасних диктаторів. Як і у диктатора — влада тирана була необмеженою.
У влади, зосередженої в руках одної особи, є свої переваги. Тому вона так часто виникає чи відроджується в скрутні часи держави. За умов видатної особи-тирана, здатної швидко знаходити відповідні рішення проблем та ефектно проводити їх в життя, тиранія має позитивне значення. На ранніх етапах становлення та формування грецьких держав так і було. Тиранії ранньої доби (7 — 6 ст. до н.е .) відомі як доба " старшої тиранії ".

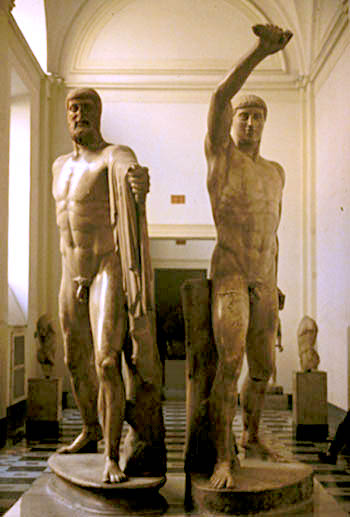
Тираноубивці Гармодій і Аристогитон. Римська копія з грецьких бронзових скульптур. Національний археологічний музей (Неаполь).

Тиранія надзвичайно швидко втрачала позитивні риси в мирні часи чи при владі тирана-психопата. Нестримне прагнення греків до політичних свобод обмежувало час існування тираній, що видно з прогнозу, що отримав тиран Кипсел з Коринфу: він утримає владу і передасть сину, але вже онуки володарями не будуть. Так і сталося. Ставлення до тиранії в 5 ст. до н. е. серед грецького суспільства було відверто негативним. Показовим було і увічнення пам'яті тираноубивць Гармодія та Аристогитона, яким встановили бронзові скульптури як героям. Після скасування влади тирана силоміць, стародавні греки конфісковували їх майно, їх будинки руйнували, а тіла могли викинути з могил.
В материковій Греції тиранії наприкінці 6 століття зникають. Але вони залишилися на периферії грецької ойкумени. В грецькій Іонії тиранічну владу підтримували вояки Персії, бо вона нагадувала монархічну владу в самій Персії. Тиранія збереглася в грецьких колоніях на Сицилії та в Магна Греція (південь сучасного Апеннінського півострова) через войовниче оточення сусідніх племен і необхідність рішучого і швидкого їм опору.
На хвилі гострої політичної кризи у 4 ст. до н. е. в містах-полісах Греції тиранія відроджується наново. Цю добу називають «молодшою тиранією». Але після десятиліть демократичного устрою з рівністю усіх вільних громадян перед законом, влада тиранів викликає ненависть і спротив, а самі тирани перебувають в жаху перед трагічним власним майбутнім.